# Mistrzostwa Świata w Hokeju na Lodzie 2010 (II Dywizja)
Mistrzostwa Świata w Hokeju na Lodzie II dywizji 2010 odbyły się w dwóch państwach: w Meksyku (Meksyk) oraz w Estonii (Tallinn). Zawody były rozgrywane w dniach 10 - 17 kwietnia. Był to 14. turniej o awans do I dywizji mistrzostw świata (wcześniej grupy C).
W tej części mistrzostw uczestniczyły 12 drużyn, które podzielone były na dwie grupy, w których rozgrywały mecze systemem każdy z każdym. Dwie najlepsze drużyny (Hiszpania i Estonia) awansowały do I dywizji. Dwie najgorsze (Turcja i Izrael) spadły do III dywizji.
Hale, w których odbyły się zawody to:
- Lomas Verdes (Meksyk)
- Saku Arena (Tallinn)

## Grupa A
Wyniki
| 11 kwietnia 2010 | Hiszpania | 6:0 | Australia | Lomas Verdes, Meksyk |

| Szczegóły      | Szczegóły | Szczegóły       | Szczegóły | Szczegóły                                 |
| -------------- | --- | --------------- | --------- | ----------------------------------------- |
| Godzina: 13:00 | J. J. Martín 01:13 (EQ) P. Muñoz 06:15 (PP) J. Muñoz 28:01 (EQ) A. Betran 41:04 (EQ) J. Muñoz 46:53 (EQ) J. Muñoz 52:14 (PP) | (2:0, 1:0, 3:0) |           | Widzów: 640 Sędzia główny: Shane Warschaw |

| 11 kwietnia 2010 | Turcja | 3:12 | Bułgaria | Lomas Verdes, Meksyk |

| Szczegóły      | Szczegóły                                                       | Szczegóły       | Szczegóły | Szczegóły                                 |
| -------------- | --------------------------------------------------------------- | --------------- | --- | ----------------------------------------- |
| Godzina: 16:30 | E. Özmen 25:50 (EQ) G. Öztürk 37:40 (PP) G. Taşdemir 43:53 (EQ) | (0:4, 2:2, 1:6) | 06:23 (PP) S. Muchaczow 08:29 (PP) A. Jotow 09:58 (EQ) P. Chadżitonew 19:37 (EQ) S. Muchaczow 26:27 (EQ) P. Chadżitonew 39:31 (EQ) R. Asenow 46:41 (PP) P. Chadżitonew 49:34 (EQ) A. Jotow 52:29 (EQ) J. Sławczew 57:30 (EQ) M. Bojadżiew 59:08 (EQ) R. Morgunow 59:45 (EQ) A. Jotow | Widzów: 750 Sędzia główny: Kimmo Hokkanen |

| 11 kwietnia 2010 | Belgia | 5:2 | Meksyk | Lomas Verdes, Meksyk |

| Szczegóły      | Szczegóły | Szczegóły       | Szczegóły                                    | Szczegóły                                    |
| -------------- | --- | --------------- | -------------------------------------------- | -------------------------------------------- |
| Godzina: 20:00 | M. Morgan 00:36 (EQ) V. Camelbeeck 01:24 (EQ) J. Peussens 36:57 (EQ) V. Gyesbreghs 38:08 (EQ) S. van Buren 48:28 (EQ) | (2:1, 2:0, 1:1) | 07:16 (PP) A. Cervantes 44:16 (EQ) S. Ortega | Widzów: 2400 Sędzia główny: Graham Skilliter |

| 12 kwietnia 2010 | Australia | 11:4 | Bułgaria | Lomas Verdes, Meksyk |

| Szczegóły      | Szczegóły | Szczegóły       | Szczegóły                                                                                   | Szczegóły                               |
| -------------- | --- | --------------- | ------------------------------------------------------------------------------------------- | --------------------------------------- |
| Godzina: 13:00 | W. Darge 05:34 (PP) T. Stephenson 05:56 (EQ) A. Wilson 12:57 (PP) W. Darge 24:09 (EQ) L. Webster 26:45 (EQ) W. Darge 27:41 (EQ) J. Bourke 28:39 (EQ) L. Webster 33:17 (PP) M. Beaton 35:23 (PP) R. Franchini 42:03 (EQ) G. Oddy 54:30 (EQ) | (3:0, 6:3, 2:1) | 29:39 (EQ) A. Jotow 33:44 (SH) S. Muchaczow 36:49 (EQ) M. Bojadżiew 51:39 (EQ) S. Muchaczow | Widzów: 100 Sędzia główny: Igor Dremelj |

| 12 kwietnia 2010 | Belgia | 1:6 | Hiszpania | Lomas Verdes, Meksyk |

| Szczegóły      | Szczegóły               | Szczegóły       | Szczegóły | Szczegóły                                 |
| -------------- | ----------------------- | --------------- | --- | ----------------------------------------- |
| Godzina: 16:30 | S. van Buren 26:07 (PP) | (0:0, 1:2, 4:0) | 22:05 (EQ) A. Betran 31:42 (PP) D. Parra 50:31 (EQ) J. Muñoz 54:19 (EQ) J. Muñoz 54:51 (EQ) G. Echevarría 56:52 (PP) A. Pedraz | Widzów: 200 Sędzia główny: Kimmo Hokkanen |

| 12 kwietnia 2010 | Meksyk | 9:2 | Turcja | Lomas Verdes, Meksyk |

| Szczegóły      | Szczegóły | Szczegóły       | Szczegóły                                   | Szczegóły                                  |
| -------------- | --- | --------------- | ------------------------------------------- | ------------------------------------------ |
| Godzina: 20:00 | R. Chabat 15:20 (PP) A. Cervantes 18:25 (PP) S. Ortega 21:07 (PP) A. Cervantes 24:49 (PP) M. Sierra 29:49 (PP) B. Arroyo 47:25 (PP) A. Cervantes 57:10 (EQ) B. Arroyo 57:27 (EQ) S. Ortega 57:35 (EQ) | (2:1, 3:1, 4:0) | 17:19 (PP) S. Artürk 35:24 (PP) G. Taşdemir | Widzów: 1000 Sędzia główny: Shane Warschaw |

| 14 kwietnia 2010 | Belgia | 13:1 | Turcja | Lomas Verdes, Meksyk |

| Szczegóły      | Szczegóły | Szczegóły       | Szczegóły           | Szczegóły                                 |
| -------------- | --- | --------------- | ------------------- | ----------------------------------------- |
| Godzina: 13:00 | J. Raekelboom 01:58 (PP) B. Vercammen 11:52 (EQ) V. Morgan 15:34 (EQ) M. Morgan 20:26 (EQ) M. Morgan 24:21 (EQ) S. van Buren 25:29 (EQ) S. van Buren 29:16 (EQ) N. Vroemans 31:07 (PP) D. Steijnen 34:27 (PP) M. Morgan 45:07 (EQ) B. Kolodziejczyk 46:05 (EQ) S. Lipsonen 51:32 (PP) J. Raekelboom 53:40 (PP) | (3:1, 6:0, 4:0) | 13:30 (EQ) S. Gümüş | Widzów: 100 Sędzia główny: Kimmo Hokkanen |

| 14 kwietnia 2010 | Hiszpania | 10:3 | Bułgaria | Lomas Verdes, Meksyk |

| Szczegóły      | Szczegóły | Szczegóły       | Szczegóły                                                        | Szczegóły                                   |
| -------------- | --- | --------------- | ---------------------------------------------------------------- | ------------------------------------------- |
| Godzina: 16:30 | J. Muñoz 04:35 (PP) P. Muñoz 17:29 (EQ) A. Pedraz 18:46 (EQ) S. Barnola 28:25 (EQ) P. Muñoz 47:38 (EQ) D. Parra 51:35 (EQ) G. Echevarría 56:30 (PP) D. Parra 58:44 (SH) B. Ribot-Tona 58:58 (EQ) D. Parra 59:47 (PS) | (3:2, 1:0, 6:1) | 16:21 (EQ) A. Jotow 17:13 (PP) R. Asenow 49:15 (EQ) S. Muchaczow | Widzów: 200 Sędzia główny: Graham Skilliter |

| 14 kwietnia 2010 | Australia | 5:2 | Meksyk | Lomas Verdes, Meksyk |

| Szczegóły      | Szczegóły                                                                                                | Szczegóły       | Szczegóły                                  | Szczegóły                                |
| -------------- | --- | --------------- | ------------------------------------------ | ---------------------------------------- |
| Godzina: 20:00 | G. Oddy 04:54 (PP) D. Peterson 11:51 (EQ) D. Huxley 16:25 (EQ) L. Webster 50:37 (EQ) W. Darge 55:32 (EQ) | (3:1, 0:0, 2:1) | 15:05 (PP) E. Glennie 48:47 (EQ) B. Arroyo | Widzów: 2000 Sędzia główny: Igor Dremelj |

| 16 kwietnia 2010 | Bułgaria | 4:5 | Belgia | Lomas Verdes, Meksyk |

| Szczegóły      | Szczegóły                                                                            | Szczegóły       | Szczegóły | Szczegóły                               |
| -------------- | ------------------------------------------------------------------------------------ | --------------- | --- | --------------------------------------- |
| Godzina: 13:00 | A. Jotow 17:39 (EQ) A. Jotow 27:35 (PP) R. Asenow 34:05 (PP) S. Muchaczow 38:31 (EQ) | (1:3, 3:1, 0:1) | 06:48 (EQ) S. van Buren 10:06 (PP) V. Gyesbreghs 18:11 (EQ) S. van Buren 36:06 (EQ) S. van Buren 53:08 (PP) M. Morgan | Widzów: 150 Sędzia główny: Igor Dremelj |

| 16 kwietnia 2010 | Turcja | 1:10 | Australia | Lomas Verdes, Meksyk |

| Szczegóły      | Szczegóły           | Szczegóły       | Szczegóły | Szczegóły                                   |
| -------------- | ------------------- | --------------- | --- | ------------------------------------------- |
| Godzina: 16:30 | S. Gümüş 49:32 (PP) | (0:3, 0:4, 1:3) | 00:55 (EQ) L. Webster 07:26 (EQ) T. Powell 11:54 (EQ) L. Webster 21:42 (EQ) M. Beaton 22:58 (PP) A. Wilson 29:43 (EQ) M. Beaton 34:19 (EQ) T. Powell 45:21 (SH) J. Bourke 54:19 (PP) C. Delsar 59:40 (EQ) J. Bourke | Widzów: 500 Sędzia główny: Graham Skilliter |

| 16 kwietnia 2010 | Meksyk | 2:4 | Hiszpania | Lomas Verdes, Meksyk |

| Szczegóły      | Szczegóły                                 | Szczegóły       | Szczegóły                                                                             | Szczegóły                                  |
| -------------- | ----------------------------------------- | --------------- | ------------------------------------------------------------------------------------- | ------------------------------------------ |
| Godzina: 20:00 | F. Ugarte 39:40 (PP) S. Ortega 45:07 (EQ) | (0:1, 1:1, 1:2) | 06:58 (PP) J. Brabo 27:13 (EQ) J. Muñoz 51:26 (EQ) D. Pérez 59:54 (EN) J. José Martín | Widzów: 3000 Sędzia główny: Shane Warschaw |

| 17 kwietnia 2010 | Australia | 5:2 | Belgia | Lomas Verdes, Meksyk |

| Szczegóły      | Szczegóły | Szczegóły       | Szczegóły                                 | Szczegóły                                    |
| -------------- | --- | --------------- | ----------------------------------------- | -------------------------------------------- |
| Godzina: 13:00 | T. Stephenson 03:45 (EQ) Ch. Sekura 05:53 (PP) R. Franchini 10:21 (EQ) T. Stephenson 29:02 (EQ) T. Stephenson 32:02 (EQ) | (3:1, 2:0, 0:1) | 13:13 (EQ) V. Morgan 54:36 (EQ) M. Morgan | Widzów: 200 Sędzia główny: Graham Skillitier |

| 17 kwietnia 2010 | Hiszpania | 9:1 | Turcja | Lomas Verdes, Meksyk |

| Szczegóły      | Szczegóły | Szczegóły       | Szczegóły           | Szczegóły                               |
| -------------- | --- | --------------- | ------------------- | --------------------------------------- |
| Godzina: 16:30 | A. Betran 07:42 (EQ) D. Pérez 08:19 (EQ) J. Valle 08:49 (EQ) J. Muñoz 10:19 (EQ) O. Boronat 14:51 (EQ) P. Muñoz 16:08 (EQ) J. Muñoz 34:33 (EQ) J. Muñoz 44:57 (EQ) O. Boronat 54:43 (EQ) | (6:0, 1:0, 2:1) | 44:24 (EQ) A. Solak | Widzów: 500 Sędzia główny: Igor Dremelj |

| 17 kwietnia 2010 | Bułgaria | 5:2 | Meksyk | Lomas Verdes, Meksyk |

| Szczegóły      | Szczegóły | Szczegóły       | Szczegóły                                 | Szczegóły                                  |
| -------------- | --- | --------------- | ----------------------------------------- | ------------------------------------------ |
| Godzina: 20:00 | A. Jotow 06:29 (EQ) R. Asenow 12:29 (PP) S. Muchaczow 15:03 (EQ) M. Bojadżiew 19:46 (EQ) J. Sławczew 59:24 (EN) | (4:1, 0:0, 1:1) | 05:08 (EQ) B. Arroyo 48:20 (EQ) B. Arroyo | Widzów: 3000 Sędzia główny: Kimmo Hokkanen |

### Tabela
Lp. = lokata, M = liczba rozegranych spotkań, W = Wygrane, WpD = Wygrane po dogrywce lub karnych, PpD = Porażki po dogrywce lub karnych, P = Porażki, G+ = Gole strzelone, G- = Gole stracone, Pkt = Liczba zdobytych punktów
| Lp. | Zespół    | M | W | WpD | PpD | P | G + | G - | +/- | Pkt |
| --- | --------- | - | - | --- | --- | - | --- | --- | --- | --- |
| 1   | Hiszpania | 5 | 5 | 0   | 0   | 0 | 35  | 7   | +28 | 15  |
| 2   | Australia | 5 | 4 | 0   | 0   | 1 | 31  | 15  | +16 | 12  |
| 3   | Belgia    | 5 | 3 | 0   | 0   | 2 | 26  | 18  | +8  | 9   |
| 4   | Bułgaria  | 5 | 2 | 0   | 0   | 3 | 28  | 31  | -3  | 6   |
| 5   | Meksyk    | 5 | 1 | 0   | 0   | 4 | 17  | 21  | -4  | 3   |
| 6   | Turcja    | 5 | 0 | 0   | 0   | 5 | 8   | 53  | -45 | 0   |

## Grupa B
Wyniki
| 10 kwietnia 2010 | Nowa Zelandia | 1:3 | Islandia | Saku Arena, Tallinn |

| Szczegóły      | Szczegóły            | Szczegóły       | Szczegóły                                                             | Szczegóły                                  |
| -------------- | -------------------- | --------------- | --------------------------------------------------------------------- | ------------------------------------------ |
| Godzina: 13:00 | Ch. Huber 44:17 (SH) | (0:0, 0:2, 1:1) | 24:54 (EQ) J. Magnusson 33:37 (EQ) I. Jonsson 57:32 (EQ) J. Magnusson | Widzów: 128 Sędzia główny: Paweł Meszyński |

| 10 kwietnia 2010 | Chiny | 3:4 | Rumunia | Saku Arena, Tallinn |

| Szczegóły      | Szczegóły                                               | Szczegóły       | Szczegóły                                                                        | Szczegóły                                 |
| -------------- | ------------------------------------------------------- | --------------- | -------------------------------------------------------------------------------- | ----------------------------------------- |
| Godzina: 16:30 | Fu N. 04:10 (PP) Jiang N. 11:49 (EQ) Chen L. 22:06 (PP) | (2:0, 1:1, 0:3) | 33:38 (EQ) C. Nagy 43:43 (EQ) E. Moldovan 49:26 (EQ) C. Virág 50:00 (EQ) L. Hozó | Widzów: 253 Sędzia główny: Ruud van Baast |

| 10 kwietnia 2010 | Estonia | 17:3 | Izrael | Saku Arena, Tallinn |

| Szczegóły      | Szczegóły | Szczegóły       | Szczegóły                                                          | Szczegóły                                |
| -------------- | --- | --------------- | ------------------------------------------------------------------ | ---------------------------------------- |
| Godzina: 20:00 | A. Makrov 03:31 (PP) D. Suur 04:27 (EQ) V. Titarenko 06:44 (PP) V. Titarenko 11:31 (EQ) K. Kolpakov 12:26 (EQ) A. Sibirtsev 23:00 (EQ) A. Nekrassov 24:33 (EQ) J. Sorokin 35:45 (SH) D. Suur 36:31 (SH) V. Titarenko 42:28 (EQ) A. Petrov 44:02 (EQ) M. Ivanov 48:51 (EQ) A. Makrov 52:30 (EQ) M. Ivanov 52:48 (EQ) A. Petrov 53:18 (EQ) D. Suur 56:43 (EQ) J. Sorokin 59:46 (PP) | (5:0, 4:2, 8:1) | 20:50 (EQ) S. Frenkel 32:15 (EQ) E. Sherbatov 52:10 (EQ) S. Norman | Widzów: 852 Sędzia główny: Andris Ansons |

| 11 kwietnia 2010 | Rumunia | 8:3 | Islandia | Saku Arena, Tallinn |

| Szczegóły      | Szczegóły | Szczegóły       | Szczegóły                                                               | Szczegóły                                 |
| -------------- | --- | --------------- | ----------------------------------------------------------------------- | ----------------------------------------- |
| Godzina: 13:00 | C. Virág 05:15 (EQ) C. Virág 08:56 (EQ) Z. Antal 29:57 (EQ) A. Góga 31:43 (EQ) I. Nagy 42:36 (EQ) L. Zsók 43:56 (EQ) Z. Molnár 55:10 (EQ) S. Papp 59:49 (EQ) | (2:0, 2:1, 4:2) | 39:03 (PP) R. Hedström 45:35 (EQ) E. Alengaard 52:36 (PP) E. Þormóðsson | Widzów: 88 Sędzia główny: Paweł Meszyński |

| 11 kwietnia 2010 | Izrael | 4:5 | Nowa Zelandia | Saku Arena, Tallinn |

| Szczegóły      | Szczegóły                                                                                 | Szczegóły       | Szczegóły | Szczegóły                     |
| -------------- | ----------------------------------------------------------------------------------------- | --------------- | --- | ----------------------------- |
| Godzina: 16:30 | E. Sherbatov 23:20 (EQ) D. Spivak 24:43 (PP) E. Revniaga 26:07 (EQ) S. Frenkel 47:47 (EQ) | (0:1, 3:3, 1:1) | 19:39 (EQ) Ch. Huber 30:20 (EQ) I. Wannamaker 33:36 (EQ) I. Wannamaker 39:33 (EQ) C. Eaden 52:50 (EQ) C. Eaden | Sędzia główny: Ruud van Baast |

| 11 kwietnia 2010 | Estonia | 15:0 | Chiny | Saku Arena, Tallinn |

| Szczegóły      | Szczegóły | Szczegóły       | Szczegóły | Szczegóły                              |
| -------------- | --- | --------------- | --------- | -------------------------------------- |
| Godzina: 20:00 | A. Nekrassov 02:15 (EQ) A. Makrov 02:35 (EQ) A. Petrov 10:27 (EQ) A. Makrov 12:16 (EQ) A. Makrov 16:43 (EQ) A. Makrov 20:51 (PP) R. Rooba 22:02 (SH) M. Ivanov 24:28 (EQ) D. Suur 29:16 (PP) M. Semjonov 37:43 (PP) A. Makrov 39:43 (PP) D. Suur 46:43 (PP) A. Ossipov 50:53 (EQ) A. Petrov 53:14 (EQ) A. Ossipov 54:14 (PP) | (5:0, 6:0, 4:0) |           | Widzów: 1267 Sędzia główny: Asger Krog |

| 13 kwietnia 2010 | Rumunia | 20:0 | Izrael | Saku Arena, Tallinn |

| Szczegóły      | Szczegóły | Szczegóły       | Szczegóły | Szczegóły                            |
| -------------- | --- | --------------- | --------- | ------------------------------------ |
| Godzina: 13:00 | C. Virág 04:06 (EQ) S. Szocs 05:05 (SH) Z. Molnár 08:53 (EQ) T. Basilidesz 10:34 (EQ) I. Timaru 12:29 (SH) Z. Antal 18:04 (SH) R. Gliga 19:27 (EQ) I. Timaru 22:37 (EQ) Z. Antal 23:09 (EQ) T. Basilidesz 25:52 (PP) E. Moldovan 26:26 (EQ) C. Nagy 29:39 (EQ) R. Gliga 36:01 (EQ) E. Moldovan 37:48 (EQ) I. Antal 39:34 (EQ) E. Mihaly 41:15 (EQ) C. Virág 43:57 (EQ) R. Gliga 45:07 (PP) T. Basilidesz 46:03 (PP) R. Peter 48:48 (EQ) | (7:0, 8:0, 5:0) |           | Widzów: 87 Sędzia główny: Asger Krog |

| 13 kwietnia 2010 | Chiny | 1:3 | Islandia | Saku Arena, Tallinn |

| Szczegóły      | Szczegóły         | Szczegóły       | Szczegóły                                                               | Szczegóły                                |
| -------------- | ----------------- | --------------- | ----------------------------------------------------------------------- | ---------------------------------------- |
| Godzina: 16:30 | Yin K. 54:27 (PP) | (0:0, 0:1, 1:2) | 38:40 (EQ) J. Gislason 45:34 (EQ) A. Mikaelsson 48:22 (PP) E. Alengaard | Widzów: 134 Sędzia główny: Andris Ansons |

| 13 kwietnia 2010 | Estonia | 17:0 | Nowa Zelandia | Saku Arena, Tallinn |

| Szczegóły      | Szczegóły | Szczegóły       | Szczegóły | Szczegóły                      |
| -------------- | --- | --------------- | --------- | ------------------------------ |
| Godzina: 20:00 | M. Semjonov 01:41 (PP) A. Makrov 03:40 (EQ) A. Nekrassov 12:10 (EQ) K. Kolpakov 29:13 (EQ) A. Petrov 31:30 (PP) K. Kaljuste 32:08 (EQ) A. Makrov 32:28 (EQ) A. Nekrassov 34:02 (EQ) R. Rooba 34:59 (EQ) M. Semjonov 39:17 (EQ) A. Petrov 39:33 (EQ) V. Suvaoja 43:48 (EQ) V. Suvaoja 53:30 (EQ) M. Semjonov 54:39 (EQ) A. Nekrassov 55:08 (EQ) A. Nekrassov 55:47 (EQ) A. Makrov 59:13 (PP) | (3:0, 8:0, 6:0) |           | Sędzia główny: Paweł Meszyński |

| 14 kwietnia 2010 | Izrael | 2:7 | Chiny | Saku Arena, Tallinn |

| Szczegóły      | Szczegóły                                     | Szczegóły       | Szczegóły | Szczegóły                                  |
| -------------- | --------------------------------------------- | --------------- | --- | ------------------------------------------ |
| Godzina: 13:00 | E. Sherbatov 08:44 (PP) S. Frenkel 11:24 (EQ) | (2:2, 0:1, 0:4) | Guo D. 10:38 (EQ) Cui Z. 13:28 (PP) Yin K. 37:43 (EQ) Fu N. 41:48 (EQ) Li J. 55:45 (EQ) Wang D. 56:44 (PP) Yin K. 57:44 (EQ) | Widzów: 104 Sędzia główny: Paweł Meszyński |

| 14 kwietnia 2010 | Nowa Zelandia | 1:14 | Rumunia | Saku Arena, Tallinn |

| Szczegóły      | Szczegóły            | Szczegóły       | Szczegóły | Szczegóły                                |
| -------------- | -------------------- | --------------- | --- | ---------------------------------------- |
| Godzina: 16:30 | 23;44 (EQ) B. Speirs | (0:2, 1:8, 0:4) | 03:04 (PS) Z. Molnár 04:17 (EQ) E. Mihaly 21:07 (EQ) R. Peter 23:06 (EQ) C. Nagy 23:25 (EQ) I. Timaru 25:54 (EQ) I. Timaru 27:33 (EQ) Z. Molnár 28:58 (EQ) E. Mihaly 32:27 (EQ) C. Virág 38:07 (EQ) E. Mihaly 43:25 (EQ) E. Mihaly 45:57 (EQ) R. Gliga 48:44 (PP) I. Timaru 51:45 (EQ) R. Peter | Widzów: 147 Sędzia główny: Andris Ansons |

| 14 kwietnia 2010 | Islandia | 1:6 | Estonia | Saku Arena, Tallinn |

| Szczegóły      | Szczegóły              | Szczegóły       | Szczegóły | Szczegóły                                 |
| -------------- | ---------------------- | --------------- | --- | ----------------------------------------- |
| Godzina: 20:00 | R. Hedström 07:20 (EQ) | (1:3, 0:1, 0:2) | 06:15 (SH) R. Rooba 16:01 (PP) V. Titarenko 19:54 (EQ) O. Sildre 24:55 (EQ) A. Makrov 51:02 (EQ) O. Sildre 54:04 (PP) J. Sorokin | Widzów: 683 Sędzia główny: Ruud van Baast |

| 16 kwietnia 2010 | Chiny | 1:2 | Nowa Zelandia | Saku Arena, Tallinn |

| Szczegóły      | Szczegóły          | Szczegóły       | Szczegóły                                 | Szczegóły                                |
| -------------- | ------------------ | --------------- | ----------------------------------------- | ---------------------------------------- |
| Godzina: 13:00 | Wang D. 33:00 (PP) | (0:1, 1:0, 0:1) | 04:54 (EQ) Ch. Huber 47:40 (PP) B. Speirs | Widzów: 83 Sędzia główny: Ruud van Baast |

| 16 kwietnia 2010 | Islandia | 6:2 | Izrael | Saku Arena, Tallinn |

| Szczegóły      | Szczegóły | Szczegóły       | Szczegóły                                   | Szczegóły                                 |
| -------------- | --- | --------------- | ------------------------------------------- | ----------------------------------------- |
| Godzina: 16:30 | E. Alengaard 00:17 (EQ) E. Alengaard 07:09 (EQ) E. Alengaard 19:36 (EQ) E. Alengaard 37:27 (PP) R. Hedström 43:38 (EQ) R. Hedström 55:07 (PP) | (3:0, 1:2, 2:0) | 20:38 (EQ) S. Frenkel 31:32 (EQ) S. Frenkel | Widzów: 97 Sędzia główny: Paweł Meszyński |

| 16 kwietnia 2010 | Rumunia | 1:7 | Estonia | Saku Arena, Tallinn |

| Szczegóły      | Szczegóły          | Szczegóły       | Szczegóły | Szczegóły |
| -------------- | ------------------ | --------------- | --- | --------- |
| Godzina: 20:00 | L. Hozó 36:33 (PP) | (0:2, 1:4, 0:1) | 09:59 (EQ) A. Makrov 17:16 (EQ) A. Makrov 22:55 (PP) A. Petrov 23:05 (EQ) M. Semjonov 23:21 (EQ) A. Makrov 30:01 (EQ) M. Ivanov 53:57 (EQ) A. Nekrassov |           |

### Tabela
Lp. = lokata, M = liczba rozegranych spotkań, W = Wygrane, WpD = Wygrane po dogrywce lub karnych, PpD = Porażki po dogrywce lub karnych, P = Porażki, G+ = Gole strzelone, G- = Gole stracone, Pkt = Liczba zdobytych punktów
| Lp. | Zespół        | M | W | WpD | PpD | P | G + | G - | +/- | Pkt |
| --- | ------------- | - | - | --- | --- | - | --- | --- | --- | --- |
| 1   | Estonia       | 5 | 5 | 0   | 0   | 0 | 62  | 5   | +57 | 15  |
| 2   | Rumunia       | 5 | 4 | 0   | 0   | 1 | 47  | 14  | +33 | 12  |
| 3   | Islandia      | 5 | 3 | 0   | 0   | 2 | 16  | 18  | -2  | 9   |
| 4   | Nowa Zelandia | 5 | 2 | 0   | 0   | 3 | 9   | 39  | -30 | 6   |
| 5   | Chiny         | 5 | 1 | 0   | 0   | 4 | 12  | 26  | -14 | 3   |
| 6   | Izrael        | 5 | 0 | 0   | 0   | 5 | 11  | 55  | -44 | 0   |